# Ernst Gabor Straus
Ernst Gabor Straus (25. února 1922 Mnichov – 12. července 1983 Los Angeles) byl německo-americký matematik židovského původu, který se mimo jiné zabýval kombinatorikou (extrémní teorie grafů, Euklidovská Ramseyho teorie), teoretickou fyzikou a analytikou. Publikoval společně s Albertem Einsteinem a Paulem Erdősem (má tedy Erdősovo číslo 1).

## Život
Straus se narodil jako nejmladší z pěti dětí právníka Eliase (Eli) Strause a jeho manželky Rachel Strausové, rozené Goiteinové (1880–1963). Otec byl syn bankéře a jeho manželka pocházela z rodiny Feuchtwangerových.
Matka Rachel pocházela rodu Goiteinů původem z moravského Kojetína. Stala se první ženskou studentkou na německé univerzitě. Vystudovala lékařství a angažovala se v hnutí za práva žen.
Ernst Gabor měl další čtyři sourozence a po předčasné smrti otce rodina v roce 1933 uprchla před nacisty do Palestiny.
Již v raném věku se Ernst věnoval matematice a v Jeruzalémě studoval na Hebrejské univerzitě a v roce 1941 nastoupil ke studiu na Kolumbijské univerzitě v New Yorku, kde v roce 1942 získal magisterský titul a poté u Prof. F. J. Murraye pokračoval jako postgraduální student.
Od roku 1944 byl ženatý a měl dva syny, Daniela (* 1954) a Paula (* 1957).
V letech 1944 až 1948 byl asistentem Alberta Einsteina na Institute for Advanced Study, se kterým pracoval na jednotné teorii pole, která se stala předmětem jeho doktorské práce. V důsledku toho se stal instruktorem na Kalifornské univerzitě v Los Angeles.
Zde Ernst Gabor Straus zůstal až do své smrti 12. července 1983, kdy zemřel na selhání srdce.

### Vědecká a akademická činnost
Jeho obory a oblasti zájmu se v průběhu jeho kariéry měnily. Počínaje prací na teorii relativity, začal prohlubovat své znalosti z analytické teorie čísel, teorie grafů a kombinatoriky.
Publikoval 21 děl s Erdösem, kterého znal z dob svého působení v Princetonu. Erdős-Strausova domněnka o kmenových zlomcích tvaru 4/ n se stala známou v populární matematice. Publikoval také s Richardem Bellmanem, Bélou Bollobásem, Sarvadamanem Chowlou, Ronaldem Grahamem, László Lovászem, Paulem Kellym, Carlem Pomerancem, Georgem Szekeresem a Olgou Taussky-Toddovou ad.
Ernst Gabor Straus byl v letech 1951 až 1964 spolueditorem a v letech 1954 až 1959 redaktorem Pacific Journal of Mathematics.